# Bznouni
Les Bznouni, Beznouni ou Bẹznouni (en arménien Բզնունի) sont les membres d'une famille de la noblesse arménienne. Ces nakharark sont attestés dans les sources jusqu'à leur extermination au IVe siècle.

## Histoire

### Tradition
Selon la tradition rapportée par l'historien médiéval arménien Moïse de Khorène, les Bznouni seraient d'origine haïkide et remonteraient à Baz. Cyrille Toumanoff interprète cette origine, par ailleurs commune aux Apahouni, aux Manavazian et aux Ordouni, comme étant urartéenne et peut-être royale.

### Dans les sources
Ces nakharark apparaissent à la tête de la principauté au nom dérivé du leur, le Bznounik (avec vraisemblablement le canton d'Erevark, ce qui donne une superficie de 1 325 km2), sur la côte occidentale du lac de Van, dans la province arménienne historique du Tôroubéran (ou Taron).
La famille apparaît pour la dernière fois au IVe siècle : selon Fauste de Byzance, son nahapet (« chef de famille ») Databey ou Dat’abē soutient les Perses dans le cadre de la Guerre perso-romaine de 337-363 et, contre la volonté du roi Khosrov III d'Arménie, leur ouvre en 336-337 le col de Dzor (Bitlis) ; il finit lapidé et sa famille est exterminée. Les biens des Bznouni passent alors au fisc royal puis à l'Église arménienne.

« Tadapé, pris par le commandant en chef Vatché et par le vaillant Vahan Amadouni, fut amené devant le grand roi Chosroès et lapidé comme un homme qui avait trahi sa patrie, son armée et son maître. Vatché, apprenant que tous les parents, la femme et les enfants [de Tadapé] se trouvaient au château du prince des Reschdouni, dans l’île d’Aghthamar, s’embarqua pour cette île, où il massacra hommes et femmes sans exception. C’est ainsi que la race des Peznouni fut exterminée. »

— Fauste de Byzance, Histoire de l'Arménie, livre III, chap. VIII.

### Sources primaires
- Fauste de Byzance (trad. Victor Langlois), Histoire de l'Arménie, Paris, 1867, livre III, chap. VIII [lire en ligne (page consultée le 12 décembre 2012)].
- Moïse de Khorène (trad. Annie et Jean-Pierre Mahé), Histoire de l'Arménie, Paris, Gallimard, coll. « L'aube des peuples », 1993, 455 p. (ISBN 2-07-072904-4).

### Sources secondaires
- René Grousset, Histoire de l’Arménie des origines à 1071 [détail des éditions]
- (en) Robert H. Hewsen, Armenia : A historical Atlas, Chicago et Londres, The University of Chicago Press, 2001 (ISBN 0-226-33228-4).
- (en) Richard G. Hovannisian (dir.), Armenian People from Ancient to Modern Times, vol. I : The Dynastic Periods: From Antiquity to the Fourteenth Century, New York, Palgrave Macmillan, 2004 (1re éd. 1997) (ISBN 978-1-4039-6421-2).
- (en) Richard G. Hovannisian (dir.), Armenian Van/Vaspourakan, Costa Mesa, Mazda Publishers, coll. « Historic Armenian Cities and Provinces », 2000 (ISBN 978-1-56859-130-8).
- Jean-Pierre Mahé, « Affirmation de l'Arménie chrétienne (vers 301-590) », dans Gérard Dédéyan (dir.), Histoire du peuple arménien, Toulouse, Privat, 2007 (1re éd. 1982) (ISBN 978-2-7089-6874-5), p. 163-212.
- (en) Cyrille Toumanoff, Studies in Christian Caucasian History, Georgetown, Georgetown University Press, 1963, partie II, « States and Dynasties of Caucasia in the Formative Centuries », p. 147-273.